# Iulian Chiriță
Iulian Chiriță, född 2 februari 1967, är en rumänsk före detta professionell fotbollsspelare som spelade som central mittfältare för fotbollsklubbarna Târgoviște, Flacăra Moreni, Brașov, Rapid Bukarest, Dinamo București, Argeș Pitești mellan 1985 och 1999. Han spelade också tre landslagsmatcher för det rumänska fotbollslandslaget mellan 1994 och 1999.